# Daxnersteig
Der Daxnersteig, auch Julius-Daxner-Steig, ist ein Steig am Ostufer des Traunsees am Fuß des Erlakogels.

## Geschichte
Der Steig wurde 1908 angelegt und markiert, ist jedoch im Laufe der Jahrzehnte verfallen und heute kein offizieller Weg mehr. Er wird jedoch noch im Laufe der Traunseemarathons genutzt, ist mit Stahlseilen versehen und mit Steinmännern markiert. Der Daxnersteig dient auch als Zustieg zur Rötelseehöhle.

## Beschreibung
Der Daxnersteig verläuft von Karbach zuerst noch auf gut erhaltenem Weg abwechselnd in verschiedener Höhe über dem Traunseeufer nach Süden. Beim Zinselbach zweigt der Weg links ab und verläuft in steilen Serpentinen durch die Nordwestflanke des Erlakogels. Oberhalb der Spitzelsteinalm mündet der Steig in den von Rindbach heraufführenden Normalweg zum Gipfel des Erlakogels.